# Gawliki Wielkie
Gawliki Wielkie (niem. Groß Gablick) – wieś w Polsce położona w województwie warmińsko-mazurskim, w powiecie giżyckim, w gminie Wydminy.
W latach 1954–1972 wieś należała i była siedzibą władz gromady Gawliki Wielkie. W latach 1975–1998 miejscowość administracyjnie należała do województwa suwalskiego.
W Gawlikach Wielkich znajduje się szkoła podstawowa oraz Filia Gminnej Biblioteki Publicznej w Wydminach. We wsi istnieje także kaplica filialna parafii pw. Chrystusa Zbawiciela w Wydminach.
Miejscowość leży nad jeziorem Gawlik.

## Historia
Wieś założona w 1547, w 1600 mieszkała tu wyłącznie ludność polska. W latach 1709–1710 epidemia dżumy pochłonęła 145 ofiar.